# Nualain
Der Nualain ist eine Erhebung in der osttimoresischen Gemeinde Bobonaro. Sie liegt im Südwesten des Sucos Leohito (Verwaltungsamt Balibo), im Nordwesten der Aldeia Faloai und hat eine Höhe von 605 m. Nach Süden fällt das Land schnell ab auf 447 m im Ort Nuren. Nach Norden sinkt die Meereshöhe auf 438 m im Dorf Mohak 1. Im Westen flacht das Land unmerklich auf etwa 575 m, bis es allgemein wieder auf über 600 m ansteigt. Die Schartenhöhe des Nualain beträgt nur 27 m.